# Charadrius
Charadrius é um género de aves da família dos caradriídeos, cujas espécies são comummente conhecidas como areeiros, batuíras e borrelhos.
O grupo é diversificado e pode ser encontrado em todo o mundo. Os borrelhos e batuíras caracterizam-se pela plumagem em tons de cinzento, castanho e branco, com coleiras pretas, completas ou semi-completas, na zona do pescoço.
As espécies do género Charadrius vivem em zonas litorais e alimentam-se de insectos e outros pequenos invertebrados.

## Espécies
- Charadrius obscurus
- Borrelho-grande-de-coleira, Charadrius hiaticula
- Borrelho-semipalmado, Charadrius semipalmatus
- Charadrius placidus
- Borrelho-pequeno-de-coleira, Charadrius dubius
- Batuíra-bicuda, Charadrius wilsonia
- Borrelho-de-dupla-coleira, Charadrius vociferus
- Charadrius thoracicus
- Batuíra-de-santa-helena, Charadrius sanctaehelenae
- Borrelho-do-gado, Charadrius pecuarius
- Borrelho-de-três-golas, Charadrius tricollaris
- Charadrius forbesi
- Batuíra-melodiosa, Charadrius melodus
- Borrelho-de-colar-arruivado, Charadrius pallidus
- Borrelho-de-coleira-interrompida, Charadrius alexandrinus
- Borrelho-de-testa-branca, Charadrius marginatus
- Charadrius ruficapillus
- Charadrius peronii
- Charadrius javanicus
- Batuíra-de-coleira, Charadrius collaris
- Charadrius bicinctus
- Charadrius alticola
- Batuíra-de-coleira-dupla, Charadrius falklandicus
- Borrelho-mongol, Charadrius mongolus
- Borrelho-do-deserto, Charadrius leschenaultii
- Borrelho-asiático, Charadrius asiaticus
- Charadrius veredus
- Borrelho-ruivo, Charadrius morinellus
- Charadrius montanus
- Batuíra-de-peito-tijolo, Charadrius modestus
- Charadrius rubricollis